# 15021 Алекскардон
15021 Алекскардон (1998 SX123, 1991 XT1, 2304 T-1, 15021 Alexkardon) — астероїд головного поясу, відкритий 26 вересня 1998 року.
Тіссеранів параметр щодо Юпітера — 3,532.